# Porto de Natal
O Porto de Natal está localizado em Natal, capital do estado do Rio Grande do Norte, Brasil. É administrado pela Companhia Docas do Rio Grande do Norte (Codern). Está instalado no bairro da Ribeira, na Zona Leste da cidade.
É o porto sul-americano mais próximo do continente europeu, fazendo ligação com portos das nações dos cinco continentes. Foi criado em 21 de outubro de 1932, próximo a foz do Rio Potengi.

## Terminal Marítimo de Passageiros de Natal

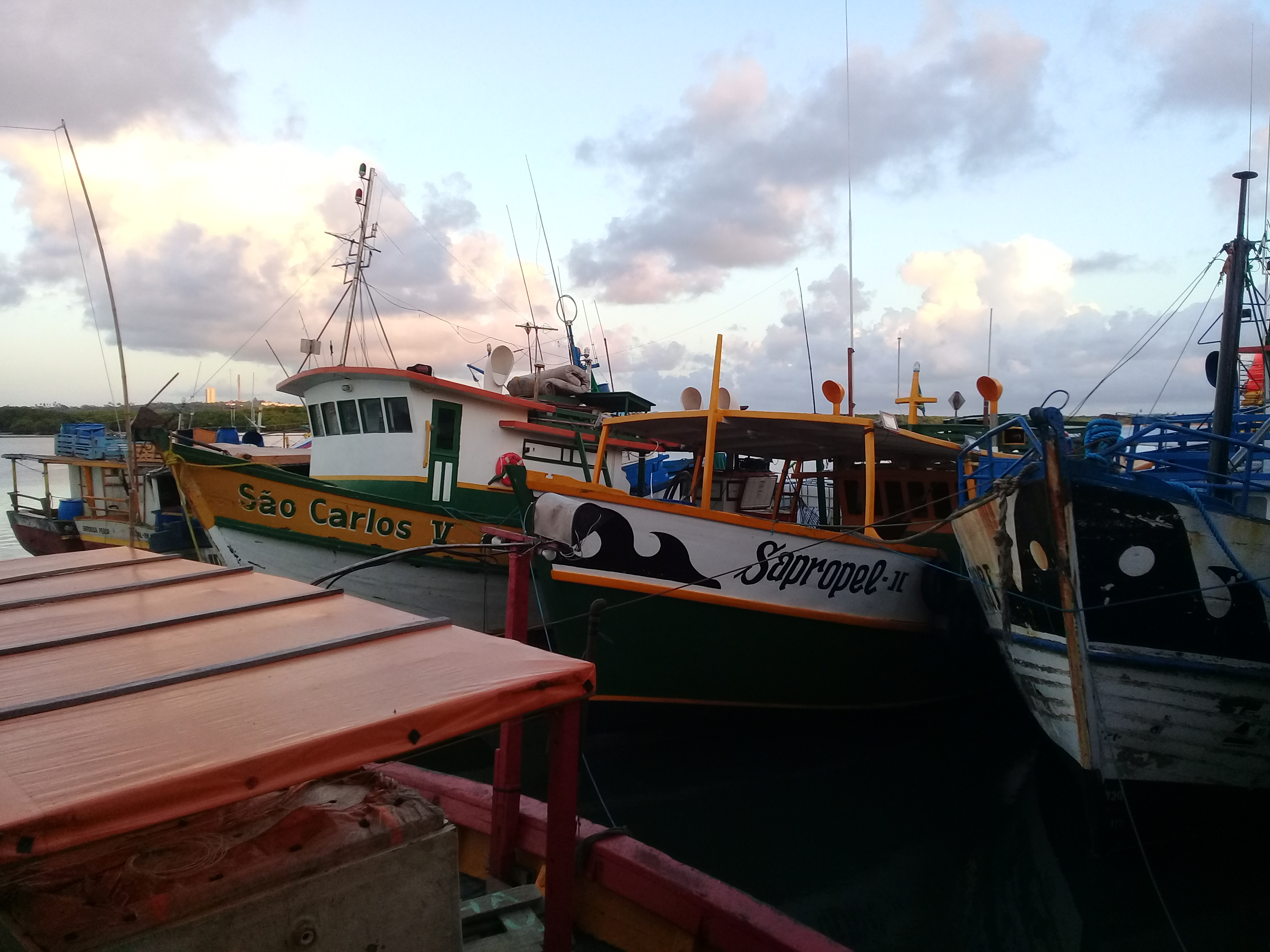
Barcos no Porto do Rio Potengi - Natal, Rio Grande do Norte

O porto concluiu um terminal de recepção de passageiros em julho de 2014. Com capacidade para até 3 000 passageiros simultaneamente, a estrutura dispõe de espaço para acomodação de turistas, lojas, quiosques, restaurante panorâmico com vista para o pôr do sol do Rio Potengi e salão para eventos. O terminal recebeu seu primeiro cruzeiro em novembro de 2014.
O funcionamento da galeria comercial, restaurante e quiosques depende de processo de arrendamento da Agência Nacional de Transportes Aquaviários (Antaq).

## Ampliação portuária
Está prevista a ampliação do complexo portuário em uma área de 15 mil metros quadrados, através da remoção e transferência de uma comunidade carente, chamado Maruim, para outro local. O complexo habitacional para transferência das famílias foi concluído em junho de 2016, possibilitando o inicio do projeto de expansão.
O porto conta atualmente com três berços para atracação de navios. Berço 01 e 02 contam com aproximadamente 200 metros e o berço 03 com 140 metros. A instalação de um novo berço (04), previsto para medir 220 metros e alinhado com o berço 03, possibilitaria uma área total de 360 metros, o que comporta cargueiros de grande porte. 

## Galeria

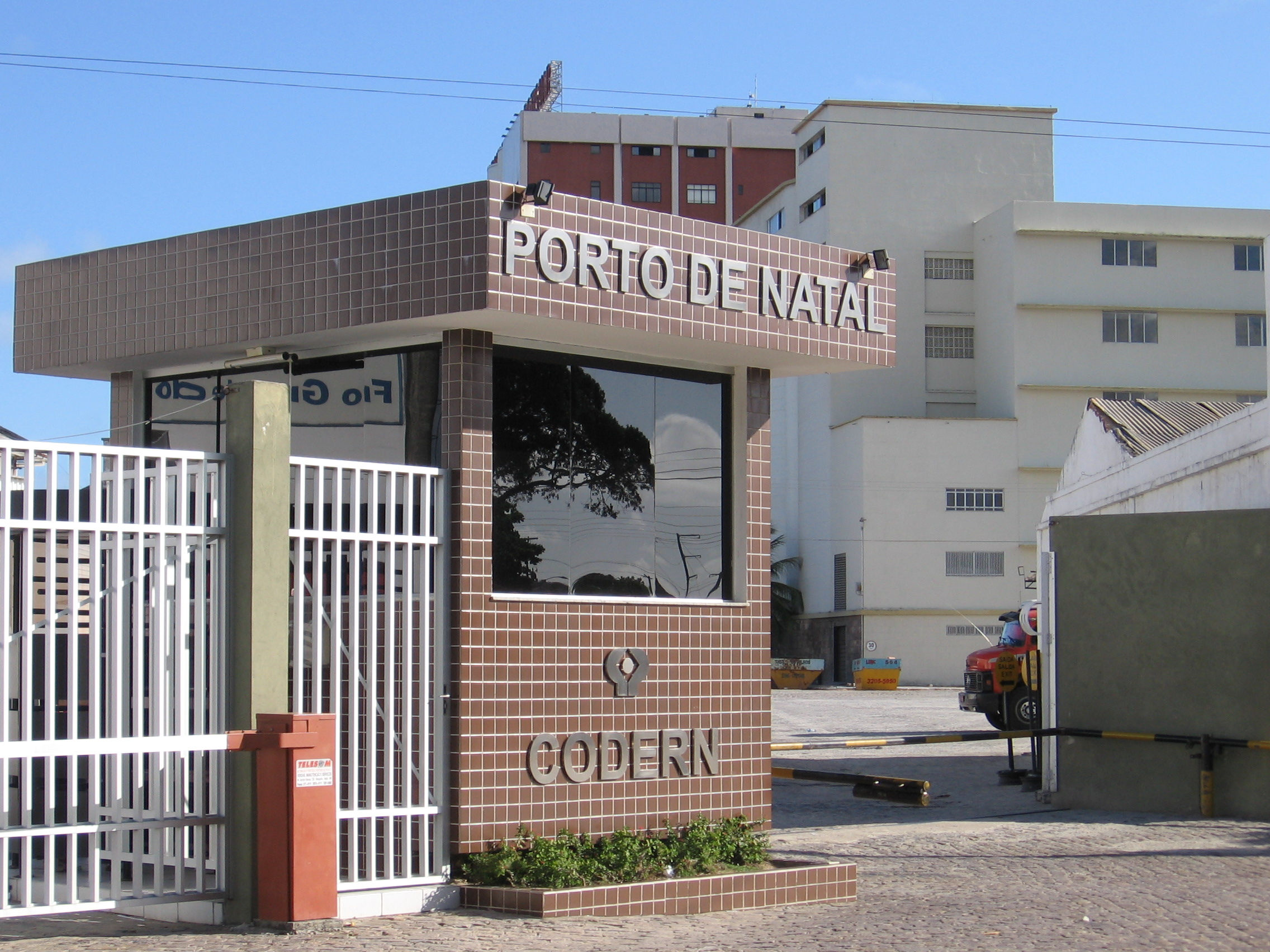
Entrada terrestre do porto, no bairro da Ribeira.
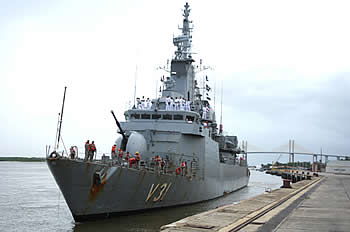
Cv Jaceguai atracando no Porto de Natal.
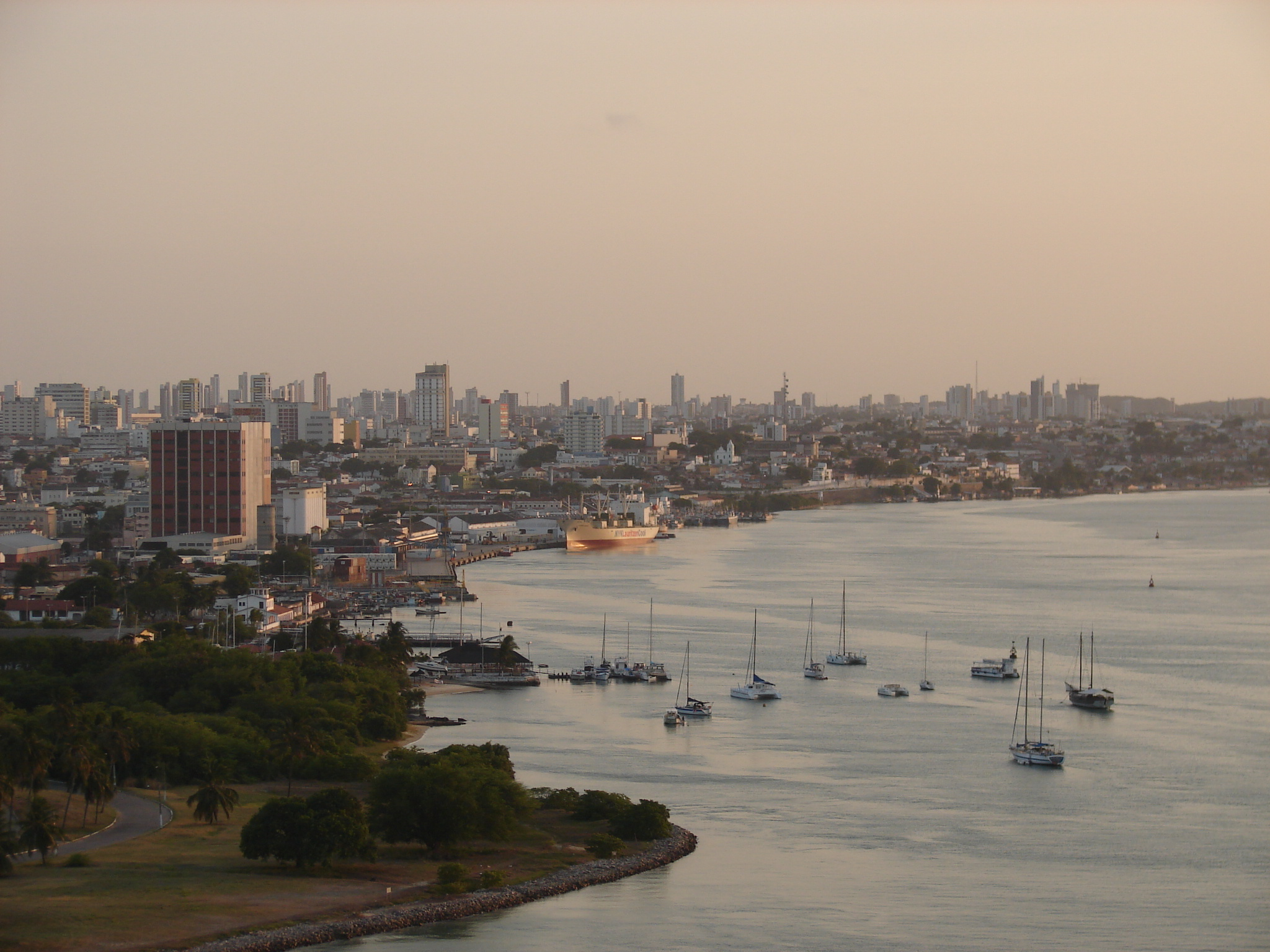
Vista do porto a partir da Ponte Newton Navarro.
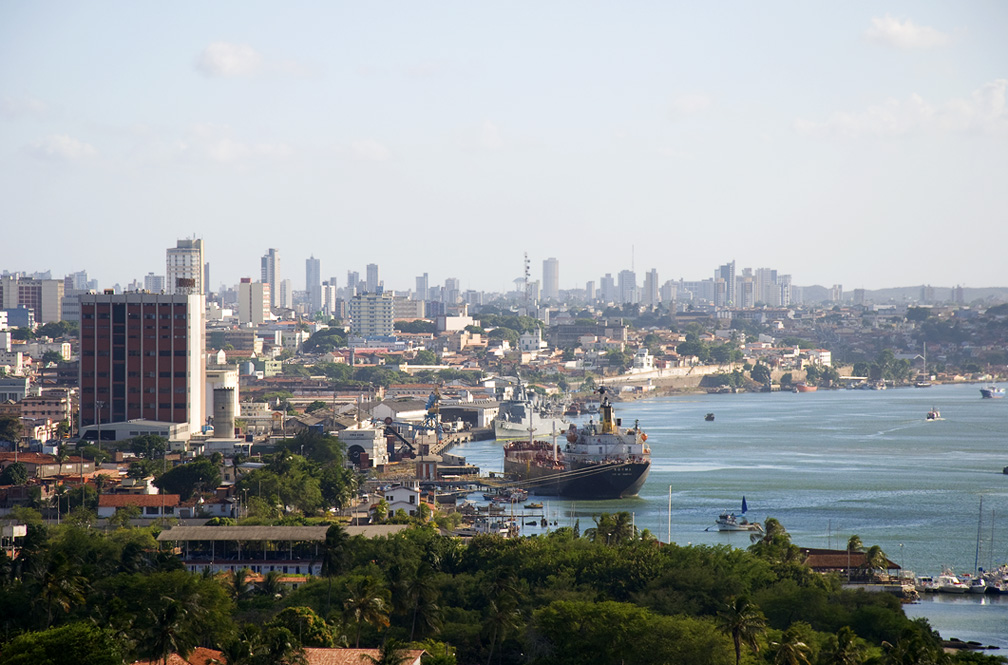
Vista do porto a partir da Ponte Newton Navarro.